# Peperomia rufescentifolia
Peperomia rufescentifolia är en pepparväxtart som beskrevs av William Trelease. Peperomia rufescentifolia ingår i släktet peperomior, och familjen pepparväxter. Inga underarter finns listade i Catalogue of Life.